# シャードメフル・アギーリー
シャードメフル・アギーリー (Shadmehr aghili、ペルシア語: شادمهر عقیلی; 、1973 年 1 月 27 日テヘラン生まれ) は、イランの映画とテレビのプロデューサー兼俳優、歌手、ミュージシャン。 作曲 

## 解説
彼はイランでキャリアをスタートさせ、いくつかのアルバムをリリースし、いくつかの映画やテレビに出演しました。 
しばらくしてカナダに移住し、2001年にアメリカに移住し、そこで芸術活動を続けました。 
彼は、1978 年のイスラム革命後にイランの音楽に革命をもたらした、イランのポップ ミュージック業界のパイオニアの 1 人と見なされています。

## ディスコグラフィー
音楽アルバム
- シャム・ガリバン 1993
- 私の春、1997
- 乗客 。  1998年
- 農村 1999
- フルフライト 2000
- アダムとイブ 2001
- 架空のものではない（カナダ移住後） 2002年
- 男の売り手 2004
- ポップコーン 2006
- その理由（アメリカに移住後）2007年
- 感謝 2009
- ファン 2012
- エクスペリエンス 2016
- 画像 2018

さまざまな歌手と協力して作曲する
- 2012年の海老
- アリ・ララサビ
- シャーカー・ビナッシュ・パジョ
- モナ・バルズイ
- メスティ 2004-2005
- モハマド・レザ・チラガリ

映画
- フル・オブ・フライト（2000年公開）
- ネイキッドナイト（2001年公開）